# Blijni (Saràtov)
|  | Per a altres significats, vegeu «Blijni». |

Blijni (en rus: Ближний) és un poble (un khútor) de l'óblast de Saràtov, a Rússia, segons el cens rus del 2018 tenia 5 habitants. Pertany al districte d'Aleksàndrov Gai.